# Phorbia palousiana
Phorbia palousiana är en tvåvingeart som beskrevs av Griffiths 1996. Phorbia palousiana ingår i släktet Phorbia och familjen blomsterflugor.
Artens utbredningsområde är Oregon. Inga underarter finns listade i Catalogue of Life.